# Histoire de la Turquie pendant la Seconde Guerre mondiale

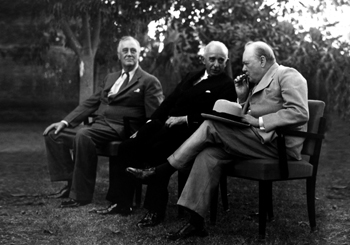
Roosevelt, İnönü et Churchill lors de la deuxième conférence du Caire qui s'est tenue du 4 au 6 décembre 1943.

La Turquie opte pour une politique de neutralité vis-à-vis de la Seconde Guerre mondiale qui éclate en 1939. Le pays entretient alors des relations bilatérales avec l'Axe et les Alliés. Refusant de s'allier au Troisième Reich, la Turquie signe le Pacte d'amitié turco-allemand en 1941 puis décide finalement par opportunisme de déclarer la guerre à l'Allemagne en février 1945.

## Histoire
La Turquie sous la présidence de Mustafa Kemal Atatürk avait une politique fortement antinazie, Mustafa Kemal se réconcilie avec la Grèce de Venizélos et la France. Il se rapproche également de la Yougoslavie et de la Roumanie pour verrouiller les Balkans contre l'influence de l'Allemagne nazie. En 1938, Mustafa Kemal Atatürk meurt, İsmet İnönü devient ainsi le président de la république de Turquie et opte pour une politique de neutralité vis-à-vis de la Seconde Guerre mondiale, tout en entretenant des relations avec les deux parties belligérantes (l'Axe et les Alliés). Cependant, peu avant le déclenchement de la guerre, la Turquie avait signé un pacte d'aide mutuelle avec la France et la Grande-Bretagne en 1939, obtenant dans ce jeu diplomatique la cession par la France du sandjak d'Alexandrette et acquérant des équipements militaires. Le Troisième Reich tente toutefois par la diplomatie d'éloigner la Turquie du Royaume-Uni.
Après l'invasion allemande de la France, la Turquie demeure neutre, s'appuyant sur une clause les excusant si une action militaire pouvait entraîner un conflit avec l'URSS, ce qu'elle craignait après la division de la Pologne, car la Thrace orientale, y compris Istanbul et les régions frontalières du Caucase, étaient particulièrement vulnérables à une éventuelle attaque soviétique. Les magazines nationalistes Bozrukat et Chinar Altu appelèrent à la déclaration de guerre contre l'Union soviétique. En juillet 1942, Bozrukat publia une carte de la « Grande Turquie », qui comprenait le Caucase et les républiques d'Asie centrale sous contrôle soviétique. À l'été 1942, le haut commandement turc considérait qu'une guerre avec l'Union soviétique sera quasi inévitable. Une opération était prévue mais ne sera pas mise en œuvre, Bakou étant la cible initiale.
En mars 1941, la Bulgarie voisine rejoint les forces de l'Axe et permet à l'Allemagne de déplacer des troupes pour envahir la Yougoslavie et la Grèce. Le 4 mars 1941, Franz von Papen transmet une lettre d'Adolf Hitler adressée à İsmet İnönü. Dans sa lettre, Hitler écrit qu'« il n'est pas responsable du déclenchement de la guerre et n'a pas l'intention d'attaquer la Turquie ». Il souligne en outre « qu'il ordonne à ses troupes en Bulgarie de rester loin de la frontière turque pour qu'on n'interprète pas mal leur présence ». Il y propose un pacte de non-agression à la Turquie, qui signe le pacte d'amitié turco-allemand le 18 juin 1941.
La Turquie était un important producteur de chromite, qui est un ingrédient clé dans la fabrication d'acier inoxydable et de matériaux réfractaires, et l'Allemagne y avait un accès limité. La question clé dans les négociations de la Turquie avec les deux parties était la vente de chromite aux forces de l'Axe ou aux Alliés,,. Les Alliés avaient accès à d'autres ressources et achetaient principalement la chromite afin d'empêcher qu'elles ne rejoignent l'Allemagne. L'inflation était élevée alors que les prix doublaient,. À partir de 1942, les Alliés leur fournissent une aide militaire. Les dirigeants turcs conférèrent avec Roosevelt et Churchill lors de la seconde conférence du Caire en novembre 1943 en leur promettant d'entrer en guerre. Voyant l'Allemagne proche de la défaite, la Turquie décide de stopper ses ventes commerciales avec le Troisième Reich en avril 1944 et rompt ses relations en août.
La Turquie déclare par opportunisme la guerre aux puissances de l'Axe en février 1945, après que les Alliés eurent lancé l’invitation à la réunion inaugurale des Nations unies (avec les invitations de plusieurs autres nations) qui était conditionné à une belligérance totale. Elle joint ainsi l'ONU en octobre 1945.
Pendant toute la durée de la guerre, aucune troupe turque ne sera déployée sur un théâtre d'opération militaire. La Turquie a par ailleurs accueilli de nombreux universitaires allemands d'origine juive fuyant le nazisme, comme Hirsch, Neumark, Eckstein, Reichenbach ou encore Richard von Mises et fut ensuite un lieu de transit pour un nombre encore mal connu (entre 12 000 et 100 000) de Juifs fuyant la Shoah. Le consul de Turquie à Rhodes, Selahattin Ülkümen, a été Juste parmi les nations en 1990.